# Elyas Afewerki
Elyas Afewerki, né le 27 décembre 1992 à Mendefera, est un coureur cycliste érythréen.

## Palmarès
- 2016
  -  Champion d'Afrique du contre-la-montre par équipes
  - 4e étape du Tour d'Érythrée
- 2017
  - 2e du championnat d'Érythrée sur route

## Classements mondiaux
| Année           | 2013 | 2014 | 2015 | 2016 | 2017 |
| --------------- | ---- | ---- | ---- | ---- | ---- |
| UCI Africa Tour | 66e  | 83e  | 180e | 9e   | 41e  |